# Астурійська Вікіпедія
Астурійська Вікіпедія (аст. Wikipedia n'asturianu) — розділ Вікіпедії астурійською мовою. Створена в липні 2004. Астурійська Вікіпедія станом на 25 березня 2025 року містить 137 171 статтю, 132 274 зареєстрованих користувачів, 112 активних дописувачів, 7 адміністраторів
. Загальна кількість сторінок в астурійській Вікіпедії — 243 422, редагувань — 4 346 549, мультимедійні файли відсутні
. Глибина (рівень розвитку мовного розділу) астурійської Вікіпедії мала і становить 10.7 пунктів
.

## Історія
Після створення астурійської Вікіпедії в липні 2004, вже в вересні 2004 року кількість статей перевищила 1000.

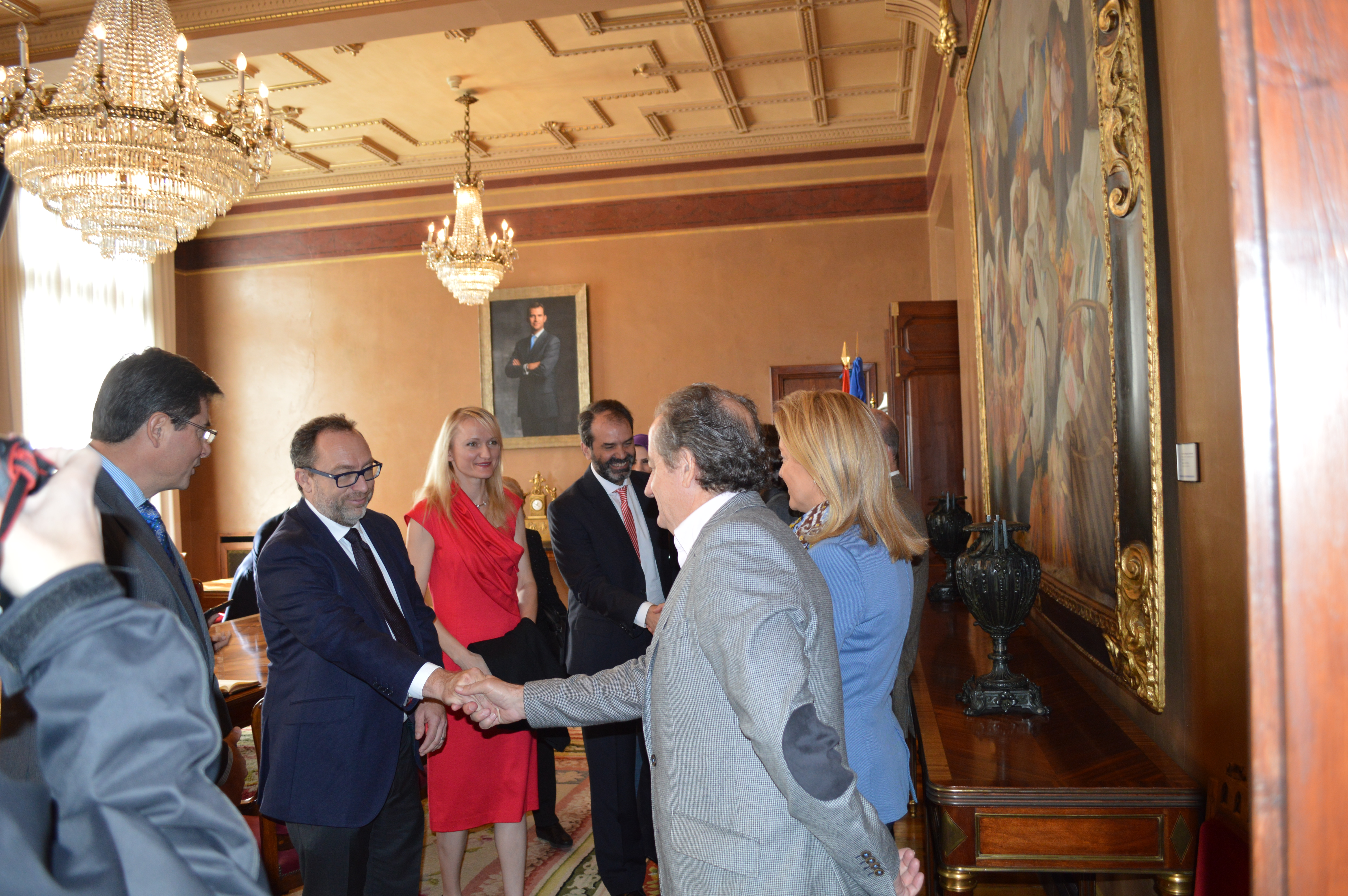
Вікіпедійна команда відвідує парламент Астурії.
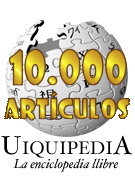
Логотип на честь 10000-ної статті.
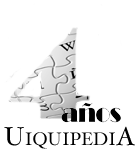
Святковий логотип на честь 4-річчя астурійської Вікіпедії.
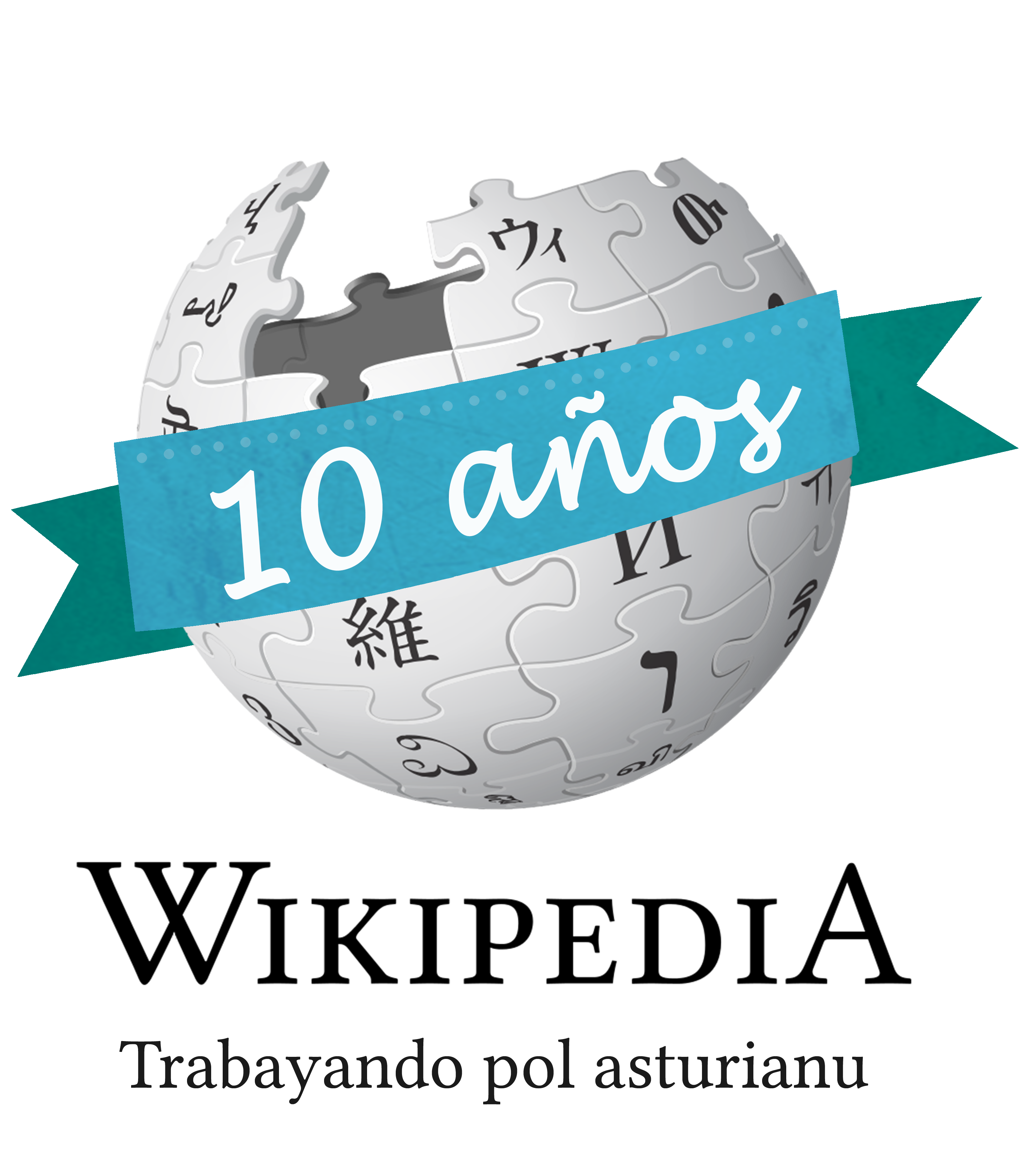
Святковий логотип на честь 10-річчя астурійської Вікіпедії.